# ابراهیم پیروی
ابراهیم پیروی (زاده ۲۵ فروردین ۱۳۱۲) وزنه‌بردار اهل ایران بوده است.
وی در بازی‌های المپیک تابستانی ۱۹۵۶ در وزن Middleweight شرکت کرده و با مهار وزنه ۱۱۷٫۵ کیلوگرم در یک‌ضرب و ۱۴۷٫۵ کیلوگرم در دو دوضرب در رده هفتم قرار گرفته است.